# مقاطعة جابهار
مقاطعة تشابهار (بالفارسية: شهرستان چابهار). هي إحدى مقاطعات محافظة سيستان وبلوشستان في إيران. مركزها مدينة تشابهار. وتطل المقاطعة على خليج عمان غالبية السكان من قومية البلوش الذين يدينون بالإسلام المذهب السني